# Daniel Rodríguez Barrón
Daniel Rodríguez Barrón (Distrito Federal, México, 1970) es un escritor mexicano, nacido en el Distrito Federal.

## Biografía
Daniel Rodríguez Barrón, nació en la Ciudad de México el 18 de febrero de 1970, inició sus estudios en la Universidad Nacional Autónoma de México en 1987 y se graduó con especialidad en Letras Inglesas en 1993. Barrón es dramaturgo, periodista, novelista y ensayista. Es reconocido por sus obras “La soledad de los Animales”, "La luna vista por los muertos" e "Incidentes".
Durante sus estudios realizó talleres y cursos teatrales con Jesús González Dávila y Vicente Leñero, eventualmente se notaría su profesionalismo en la creación de su primera obra: “La luna vista por los muertos”.

## Profesión
Rodríguez Barrón ha mostrado interés en el arte desde una temprana edad y esto se reflejó en la apertura de su sección crítica de artes plásticas en el programa de "La feria Carrusel Cultural" del radio IMER, donde introdujo un análisis de los efectos estilísticos de las artes plásticas.
De 2003 a 2004 fue becario del Fondo Nacional para la Cultura y las Artes FONCA y en 2008 condujo dos programas para el sitio en línea "rompeviento.tv" uno fue "Arte afuera" donde presentaba entrevistas y diálogos con escritores, y otro fue Homozapping, un programa de análisis político
Fue coordinador editorial del programa de periodismo "Rotativo" en el Canal 22, donde dirigió varios documentales. Entre ellos se encuentra "Álvaro Mutis: La residencia del nómada", "Los gatos catedráticos de Carlos Monsiváis y Manuel Felguérez: disidencia sin fin". En la actualidad coordina "Los diálogos cervantinos" en el Festival Internacional Cervantino.
Parte de su trabajo es investigar autores, historiadores, académicos y figuras públicas importantes a partir de su trabajo. Entre las personas a las que ha entrevistado se encuentran Alan Knight, Julio Trujillo, Enrique Florescano, Martín Chaparrós, Margaret McMillan, Juan Violloro, Guadalupe Nettel y Héctor Mangarrez
Barrón también ha realizado artículos de opinión para distintos periódicos y revistas culturales sobre autores reconocidos y sus obras. Recientemente trabajó con el periódico “El Universal”, en la sección “Confabulario”.
Daniel Rodríguez Barrón ha practicado dos disciplinas en su trabajo en la última década: el conocer la esencia del ser humano y sus preocupaciones, a la par de la modernización de la ideología occidental del siglo XXI. Y es precisamente dichos temas los que se prestan a reflexionar en sus obras.

## Premios y distinciones
En 2003 fue acreedor a la beca FONCA.
En 2002 ganó el premio Nacional de Dramaturgia Joven "Gerardo Mancebo del Castillo" establecido por el Centro Cultural Helénico por la obra “La Luna Vista por los Muertos”. En el 2008 recibió el Premio Alemán de Periodismo por el documental: “Manuel Felguérez: Disidencia Sin Fin” y una mención honorífica en el Premio Alemán de Periodismo 2009 por su documental “Adiós al Palacio de las Lágrimas”.

## Obras
El tema central de las obras de Rodríguez Barrón es la genealogía de la modernización de los ideales urbanos del México contemporáneo; es decir, el anarquismo, ambientalismo, movimientos globalifóbicos y anticapitalista, la oposición a las artes plásticas y el teatro, el cual, según la sociedad, ha perdido su función. Sin embargo, en todas sus obras se acentúa la soledad y la problemática de la modernización de los ideales anteriormente mencionados.
La primera novela de Daniel Rodríguez Barrón fue “La Soledad de los Animales”, la cual fue bien recibida en el mundo literario.  Ese texto toca el tema de la industrialización de la crueldad hacia los animales, a la par con las formas de resistencia que se han opuesto por grupos organizados. Lo interesante de “La Soledad de los Animales” recae en la utilización de modelos de aprovechamiento de animales por parte del “animal-humano” a la par con la violencia de los grupos armados del narcotráfico, lo cual engloba el aislamiento de los sectores de la sociedad a causa de la subversión.
“La luna vista por los muertos” es la única obra teatral de Rodríguez Barrón; la obra se representó bajo la dirección de Zaide Silvia Gutiérrez, acompañada por la música de Richard McDowelly y con el vestuario a cargo de Cristina Sauza. Rodríguez Barrón creó la obra como una crítica a algunos factores de la juventud, sobre todo el consumismo a través de la relación entre los personajes Julia y Lotario. A lo largo de la presentación se hace énfasis en las actividades, hasta cierto punto banales, de los jóvenes pertenecientes a la generación X derivadas de los sectores modernizados, como lo es el consumismo.
Rodríguez Barrón es autor de un pequeño libro de cuentos llamado “Incidentes”, el cual está compuesto por una breve colección de relatos que narran el inevitable destino de varios sectores de la sociedad.
Dentro de su colección se encuentran: “Día de baño” donde se engloba el cambio irreversible de la sociedad, la vejez, junto con sus inquietudes y problemáticas. “Madame Beatriz” que relata la muerte de una pareja a causa de la drogadicción y los problemas derivados del consumo .